# Conacul familiei Vinogradski
Conacul familiei Vinogradski este un monument de arhitectură de importanță națională din satul Iarova, raionul Soroca (Republica Moldova), construit în prima jumătate a secolului al XIX-lea.
Reședința dinastiei de boieri Vinogradski a fost construită în perioada anilor 1833 și 1835. Revista „Viața Basarabiei” scrie la 12 decembrie 1932 că familia de nobili Vinogradski era apreciată la curtea imperială din Sankt Petersburg. Conacul boieresc, astăzi școală, era împrejmuit de un parc cu alei pietruite, iar umbră îi ține și astăzi un ginkgo biloba, arbore adus din China.
Clădirea istorică a fost reparată de câteva ori și adaptată la necesitățile școlii. O dată cu instalarea termopanelor, necesare pentru păstrarea căldurii în iernile friguroase, reședința boierească se pare că și-a pierdut „splendoarea” de altă dată.

## Galerie de imagini

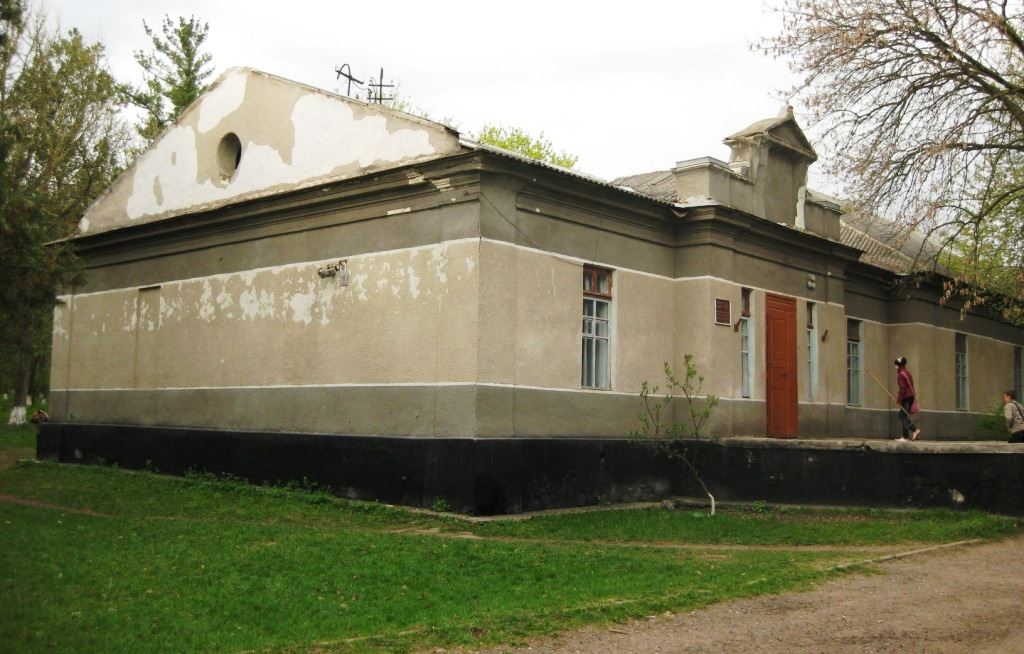
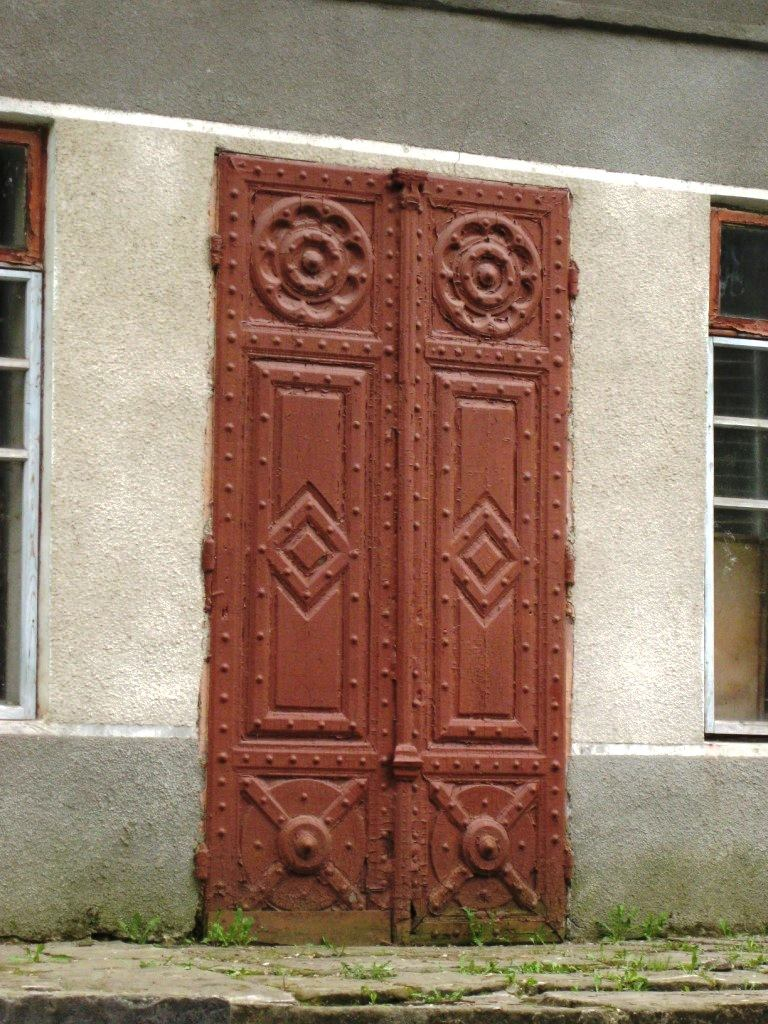
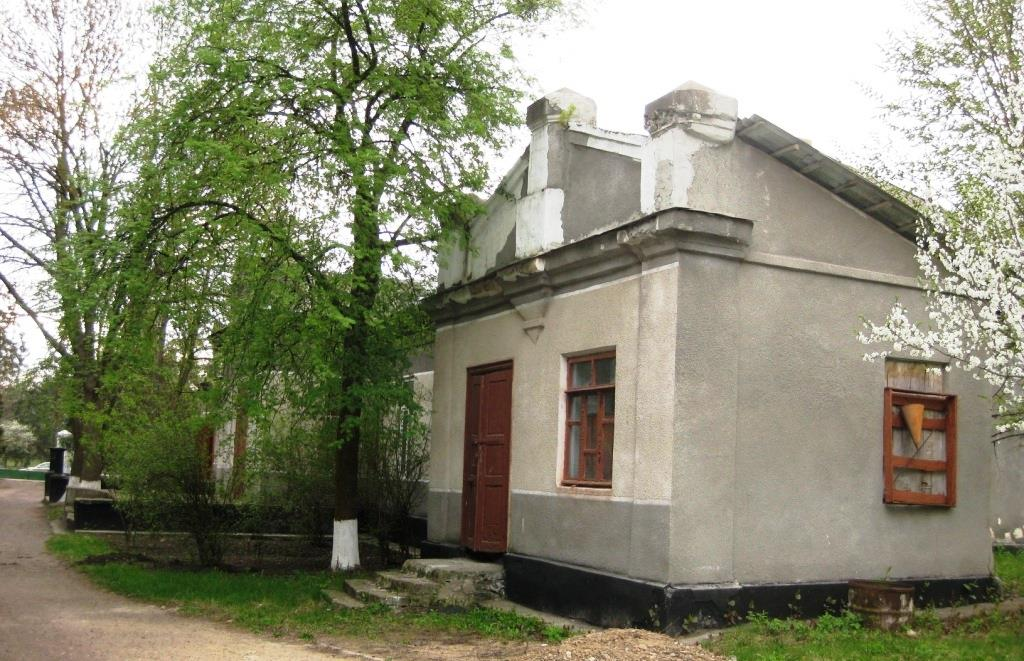

## Vezi și
- Ilia Vinogradski, ofițer naval rus, participant al răscoalei boxerilor și războiului ruso-japonez, născut în Iarova.
- Lista conacelor din Republica Moldova